# بيتر فوكس (موسيقي)
بيتر فوكس (بالألمانية: Peter Fox)‏ هو موسيقي وكاتب أغاني ألماني، ولد في 3 سبتمبر 1971 في برلين في ألمانيا.

## وصلات خارجية
- الموقع الرسمي
- بيتر فوكس على موقع IMDb (الإنجليزية)
- بيتر فوكس على موقع ميوزك برينز (الإنجليزية)
- بيتر فوكس على موقع أول ميوزيك (الإنجليزية)
- بيتر فوكس على موقع ديسكوغز (الإنجليزية)